# Bury Me at Makeout Creek
Bury Me at Makeout Creek é o terceiro álbum de estúdio da música de rock indie nipo-americana Mitski, lançado pela Double Double Whammy em 11 de novembro de 2014. O álbum foi escrito inteiramente por Mitski, com produção de Patrick Hyland, que também produziu seu disco anterior, Retired from Sad, New Career in Business (2013). O título do álbum é uma citação do episódio "Fé de Menos" de Os Simpsons.

## Antecedentes e lançamento
Depois de se formar no Conservatório de Música da Purchase College, onde estudou composições de estúdio e lançou seus dois primeiros álbuns como projetos escolares, Mitski aprendeu a tocar violão e começou a trabalhar em seu terceiro álbum de estúdio. Os projetos, combinados com a conclusão de sua graduação enquanto trabalhava em empregos externos para pagar o aluguel, deixaram Mitski exausta, um estado que influenciou fortemente a criação do álbum. O álbum foi gravado principalmente em casas e estúdios improvisados com um seleto grupo de músicos e amigos e representou um afastamento da formação clássica de Mitski apresentada em seus dois primeiros álbuns orquestrais baseados em piano.
O primeiro single do álbum, "First Love / Late Spring", foi lançado em 15 de maio de 2014, com Double Double Whammy anunciando que Mitski se juntou à sua gravadora e que lançaria  um álbum completo no final daquele ano . O álbum foi anunciado em 16 de setembro junto com o lançamento do segundo single, "Townie". Dois videoclipes foram lançados para "Townie", o primeiro dirigido por Allyssa Yohana e estreado na revista online americana Rookie em 9 de novembro de 2014, e o segundo dirigido por Faye Orlove e estreado no The Fader em 9 de março de 2015. Ela lançou mais dois singles, "I Don't Smoke" em 29 de setembro e "I Will" em 21 de outubro.
O álbum foi relançado com quatro novas faixas bônus em 7 de abril de 2015 pela gravadora Don Giovanni. Em 2016, o álbum foi lançado pela nova gravadora de Mitski, Dead Oceans.

## Recepção critica
| Críticas profissionais | Críticas profissionais |
| Avaliações da crítica  | Avaliações da crítica  |
| Fonte                  | Avaliação              |
| ---------------------- | ---------------------- |
| Consequence of Sound   | B                      |
| Pitchfork              | 7.7/10                 |
| Rolling Stone          | [ 16 ]                 |

Bury Me at Makeout Creek recebeu aclamação da crítica musical. Escrevendo para a Pitchfork, Ian Cohen disse: "embora não necessariamente nostálgico, o som de Bury Me at Makeout Creek, o impressionante terceiro álbum de Mitski Miyawaki, é inventivo e engenhoso de uma maneira indie dos anos 90", concluindo a crítica dizendo o álbum "ainda soa como um avanço, mesmo que nada apareça como Mitski nessas canções." Sasha Geffen,do  Consequence of Sound ' disse que "amor, morte e violência se chocam ao longo do álbum, que equilibra-se delicadamente em uma linha tênue entre a música pop acadêmica polida e o punk rock descontrolado", acrescentando: "O domínio de Mitski na melodia, ritmo e composição se unem com anos de prática, mas a energia bruta que ela aplica é o que traz Make Out Creek à vida. Sua coragem como musicista a distingue mais do que qualquer treinamento. Aqui, está em exibição total." Paula Mejia da Rolling Stone escreveu, "Bury Me é afiado com riffs pesados que em vários momentos recordam Black Sabbath e até Liz Phair . Mas é o talento de Mitski para escrever letras de corte profundo que faz este álbum disparar."

## Na cultura popular
A música "Francis Forever" foi regravada por Marceline the Vampire Queen no episódio "The Music Hole" da oitava temporada de Hora da Aventura.

## Lista de músicas
| N.º            | Título                          | Duração |  |
| 1.             | "Texas Reznikoff"               | 2:12    |  |
| 2.             | "Townie"                        | 3:25    |  |
| 3.             | "First Love / Late Spring"      | 4:38    |  |
| 4.             | "Francis Forever"               | 2:29    |  |
| 5.             | "I Don't Smoke"                 | 3:18    |  |
| 6.             | "Jobless Monday"                | 2:06    |  |
| 7.             | "Drunk Walk Home"               | 2:35    |  |
| 8.             | "I Will"                        | 2:54    |  |
| 9.             | "Carry Me Out"                  | 3:53    |  |
| 10.            | "Last Words of a Shooting Star" | 2:44    |  |
| Duração total: | Duração total:                  | 30:14   |  |

| Faixas bônus do relançamento |                                                                                                  |         |  |
| N.º                          | Título                                                                                           | Duração |  |
| 11.                          | "Square" (versão piano solo ao vivo)                                                             |         |  |
| 12.                          | "I Want You" (ao vivo no programa The Sound Between da estação de rádio WNYU)                    |         |  |
| 13.                          | "Francis Forever" (ao vivo no programa The Sound Between da estação de rádio WNYU)               |         |  |
| 14.                          | "Last Words of a Shooting Star" (ao vivo no programa The Sound Between da estação de rádio WNYU) |         |  |
| Duração total:               | Duração total:                                                                                   | 42:07   |  |

## Pessoal
Créditos adaptados das notas do encarte do álbum.
- Mitski - música, performance, arte do álbum
- Patrick Hyland - produção, performance, vocais adicionais, masterização
- Partick Linehan - performance
- Will Prinzi - performance
- Dave Benton - vocais adicionais
- John Molfetas - vocais adicionais